# Piper PA-24 Comanche

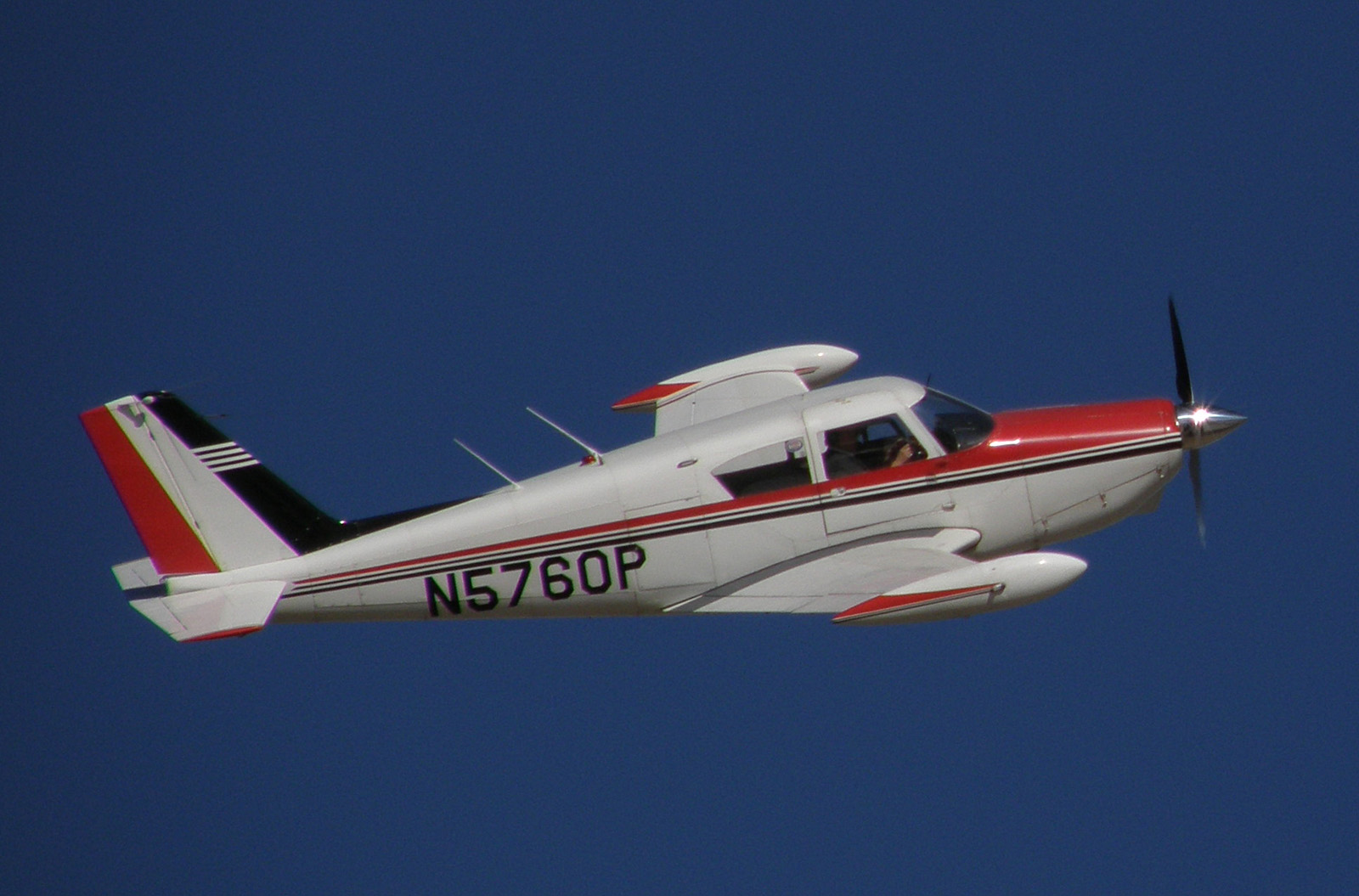
Piper Comanche

De Piper PA-24 Comanche is een Amerikaans eenmotorig laagdekker sportvliegtuig met intrekbaar landingsgestel. Het vier- of zeszittertoestel is geheel geconstrueerd van metaal en maakte zijn eerste vlucht op 24 mei 1956. Totaal zijn er, inclusief alle varianten, meer dan 4800 van gebouwd. In 1972 werd de Piper Comanche-productielijn in Pennsylvania geheel verwoest door een grote overstroming van de Susquehannarivier. De productielijn werd niet opnieuw opgestart, maar Piper besloot de Comanche te vervangen door een nieuwer ontwerp van de al in productie zijnde Piper PA-28 Cherokee.

## Varianten
Er bestaan acht varianten van de Piper Comanche, uitgerust met vier-, zes- of achtcilinder Lycoming-boxermotoren van 180-400 pk. De drie cijfers in de typeaanduiding geeft het vermogen (in pk's) van de krachtbron aan. De Comanche 260 wordt dus voortgestuwd door een motor van 260 pk.
Er bestaat ook een tweemotorige (2 × 160 pk) uitvoering, de Twin Comanche. De bouw van de Twin Comanche werd in 1972 beëindigd. Piper besloot om in plaats daarvan verder te gaan met de levering van de tweemotorige Piper PA-34 Seneca.
Verder is er een speciaal Comanche-prototype gebouwd met drukcabine, de PA-33. Na een crash tijdens de start in mei 1967 is dit project stopgezet.

## Specificaties
- Type: Piper PA-24 Comanche
- Fabriek: Piper Aircraft
- Bemanning: 1
- Passagiers: 3-5
- Lengte: 7,62 m
- Spanwijdte: 10,97 m
- Hoogte: 2,29 m
- Vleugeloppervlak: 16,5 m²
- Leeg gewicht: 804 kg
- Maximum gewicht: 1451 kg

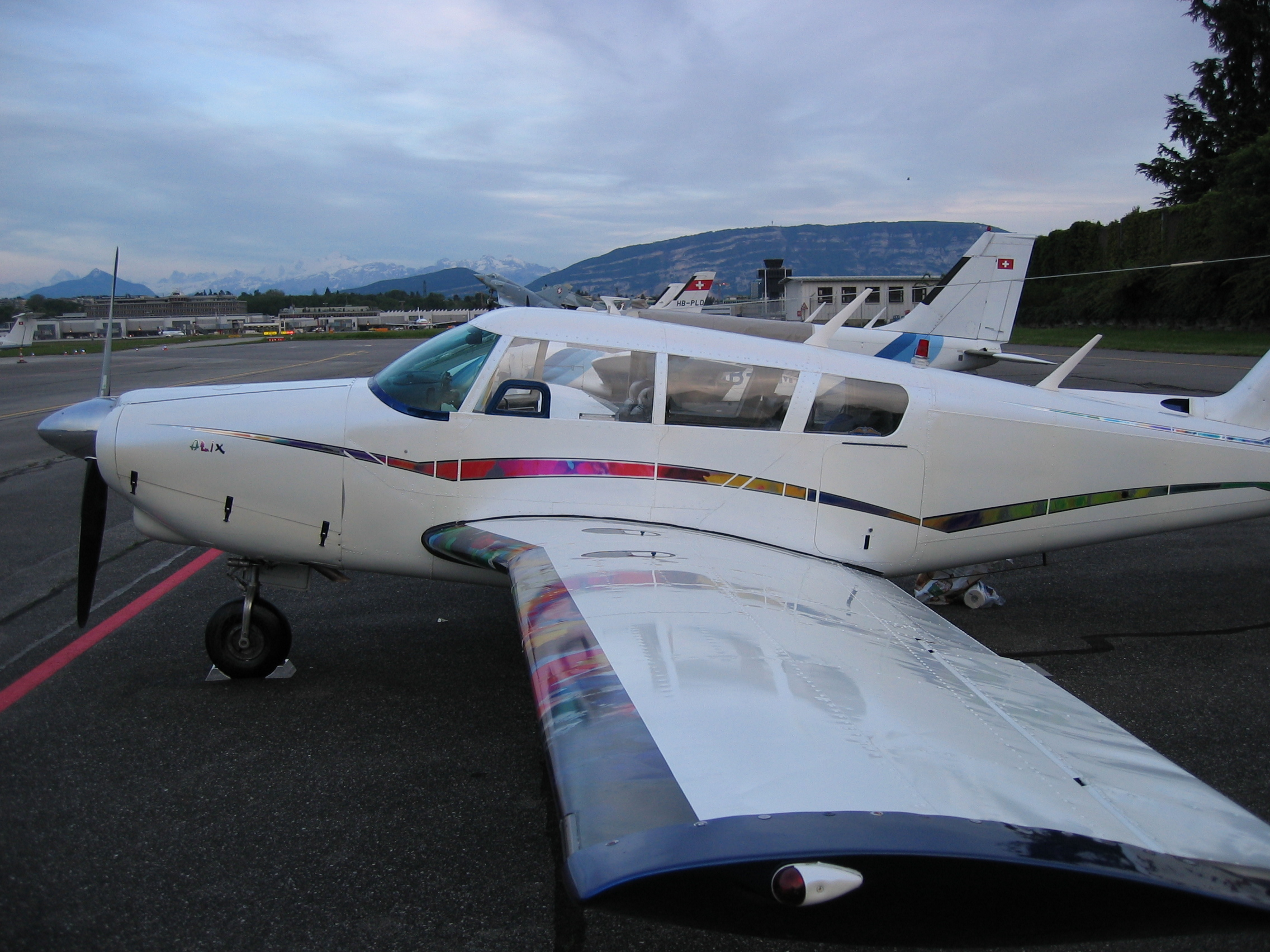
Comanche 260B, zeszitter met twee extra ramen en een Lycoming zescilinder boxermotor van 260 pk

- Motor: 1 × Lycoming IO-540 zescilinder-boxermotor, 260 pk (190 kW)
- Propeller: tweeblads Hartzell HC82XK1D constant-speed, 1,96 m diameter
- Eerste vlucht: 1956
- Aantal gebouwd: 4857 (1957-1972)
- Opvolger: Piper PA-28 Cherokee 'Arrow'

Prestaties:
- Maximumsnelheid: 314 km/u (zeeniveau)
- Kruissnelheid: 298 km/u (1900 m)
- Klimsnelheid: 6,7 m/s
- Plafond: 5900 m
- Vliegbereik: 1971 km